# 对叶黄耆
对叶黄耆（学名：Astragalus unijugus）为豆科黄芪属的植物。分布于哈萨克斯坦以及中国大陆的新疆等地，常生于沙丘及干沟附近，目前尚未由人工引种栽培。